# オーファーアイセル州

オーファーアイセル州
Provincie Overijssel

オーファーアイセル州（オーファーアイセルしゅう、Overijssel [ˌoːvərˈɛisəl] ( 音声ファイル)）は、オランダ東部の州。州都はズヴォレ。北はドレンテ州とフリースラント州、西はフレヴォラント州、南西はヘルダーラント州。東はドイツのニーダーザクセン州、東南はドイツのノルトライン＝ヴェストファーレン州と境界を接する。地形的にはアイセル湖（ゾイデル海）とアイセル川に接している。

## 州名
オーファーアイセルは、アイセル川（エイセル川）を越えた向こう側の意味。
この州名には、日本語には存在しない曖昧な発音が複数含まれることもあって、日本語のカタカナ表記に定着したものがない。
- オーファーアイセル
- オーフェルアイセル
- オーベルアイセル
- オーヴェルアイセル
- オーヴァーアイセル
- オーファーエイセル
- オーフェルエイセル
- オーベルエイセル
- オーヴェルエイセル
- オーヴァーエイセル

## 歴史

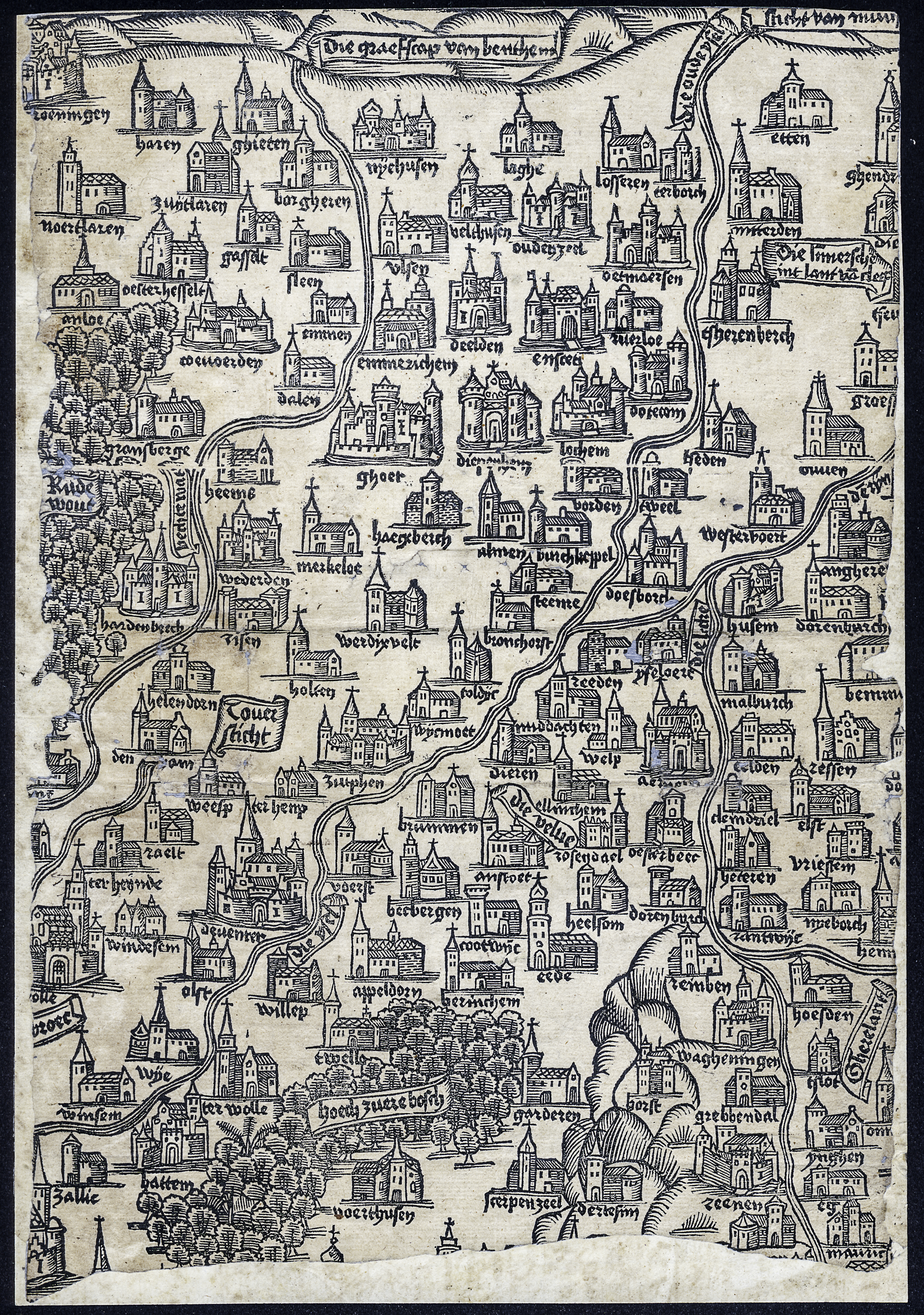
1524年の教会地図

古代にはフリースラント王国の地域であった。695年、聖ウィリブロルドが来朝してカトリックの宣教が始まり、ユトレヒトに僧院が作られ、ユトレヒトのスティクトと、ユトレヒト外のオーファースティクトが司教領となり、併せてユトレヒト司教領と呼ばれた。現オーファーアイセル州の区域はオーファースティクトの一部である。
フランク王国時代も司教領はそのままで、13世紀にはラテン語でトランシースラ（Transysla）、トランシサラニア（Transisalania）とも呼ばれていた。
14世紀からのブルゴーニュ領ネーデルラント時代に、ユトレヒト司教領が、ユトレヒト、フリースラント、ドレンテ、オーファーアイセルの4つに分割された。
ブルゴーニュ領ネーデルラントが滅びたのち4領国は同君連合のネーデルラント17州に加わったが、ハプスブルク朝、スペイン・ハプスブルク朝のあと、神聖ローマ帝国のカール5世の時代に、17州が神聖ローマ帝国に併合されたので、オーファーアイセルは皇帝領オーファーアイセルとなった。
八十年戦争とヴェストファーレン条約ののちにはネーデルラント連邦共和国の州となった。

ユトレヒト司教領のオーファースティクト（右の赤色部分）。
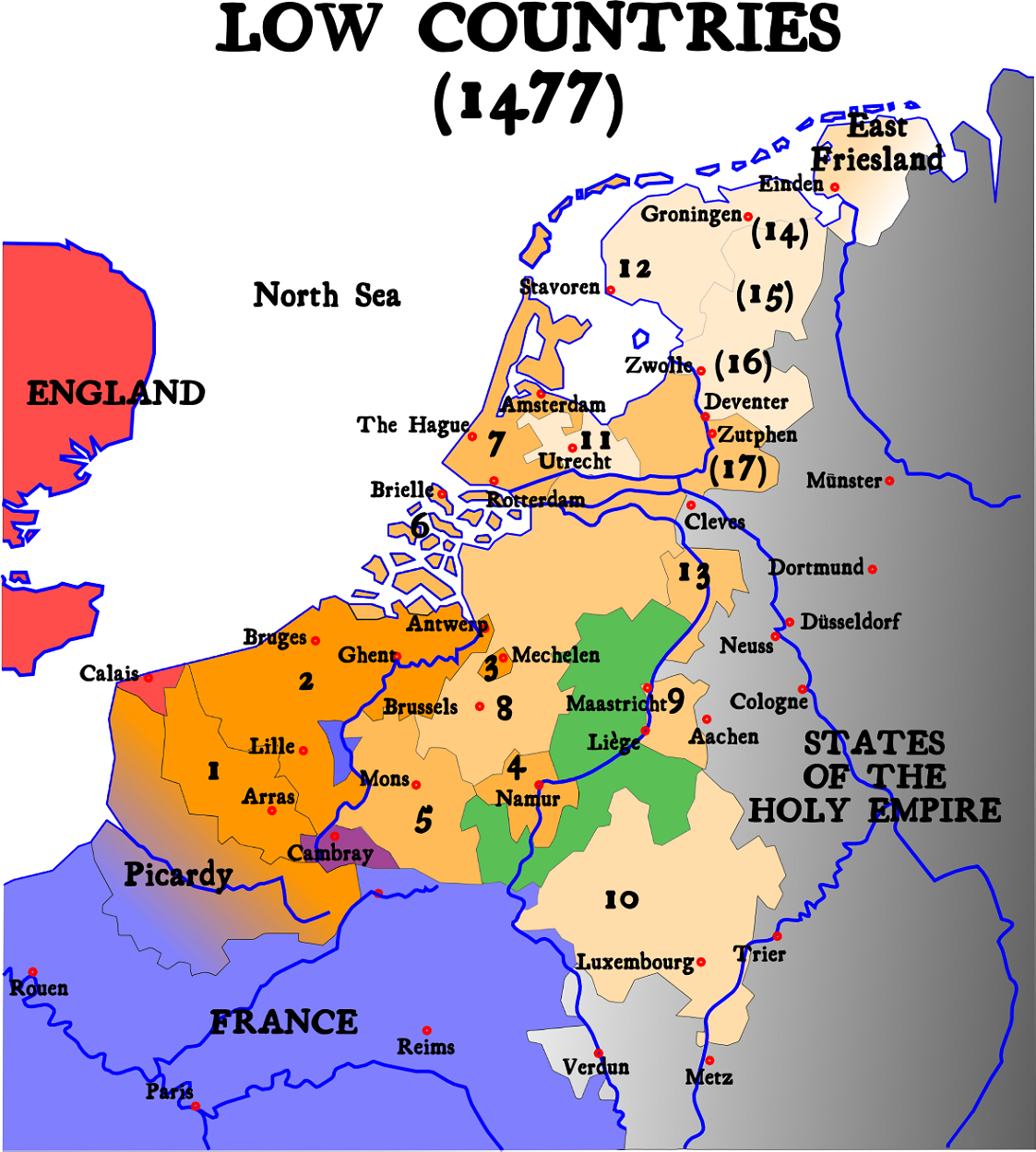
司教領オーファーアイセル。
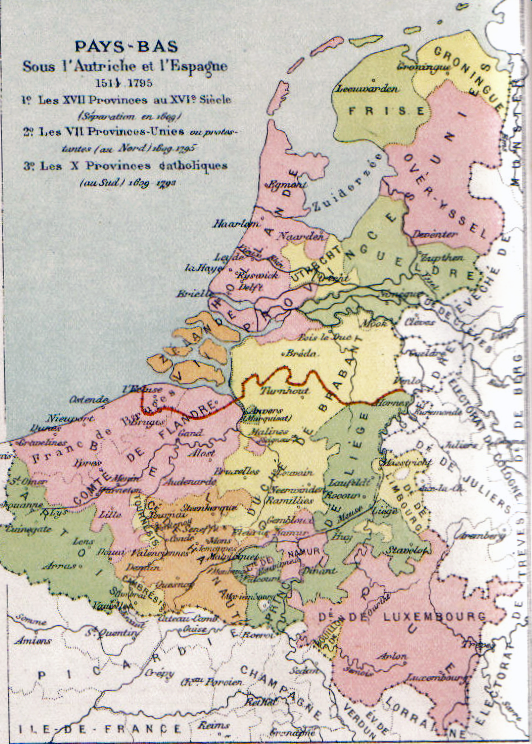
ネーデルラントの皇帝領オーファーアイセル。
オランダ王国のオーファーアイセル州。

## 自治体
オーファーアイセル州には、25の基礎自治体（ヘメーンテ）が属する。
1. アルメロ (Almelo)
2. ボルネ (en:Borne)
3. ダルフセン (en:Dalfsen)
4. ディンケルラント (en:Dinkelland)
5. デーフェンテル (Deventer)
6. エンスヘデ (Enschede)
7. ハークスベルヘン (en:Haaksbergen)
8. ハルデンベルフ (en:Hardenberg)
9. ヘレンドールン (en:Hellendoorn)
10. ヘンゲロー (Hengelo)
11. ホフ・ファン・トゥウェンテ (en:Hof van Twente)
12. カンペン (Kampen)
13. ロッサー (en:Losser)
14. オルデンザール (en:Oldenzaal)
15. オルスト・ヴァイエ (en:Olst-Wijhe)
16. オメン (en:Ommen)
17. ラールテ (en:Raalte)
18. ライセン・ホルテン (en:Rijssen-Holten)
19. スタップホルスト (en:Staphorst)
20. スティーンワイカーラント (en:Steenwijkerland)
21. トゥッベルヘン (en:Tubbergen)
22. トゥウェンテラント (en:Twenterand)
23. ウィールデン (en:Wierden)
24. ズワルタヴァータラント (en:Zwartewaterland)
25. ズヴォレ (Zwolle)

## スポーツ

### サッカー
オーファーアイセル州に本拠地を置くプロサッカークラブ。1部リーグ（エールディヴィジ）と2部リーグ（エールステ・ディヴィジ）の双方を含む。
- ヘラクレス・アルメロ - アルメロ
- FCトゥウェンテ - エンスヘデ
- PECズヴォレ - ズヴォレ
- ゴー・アヘッド・イーグルス - デーフェンテル